# Pithys castaneus
Pithys castaneus là một loài chim trong họ Thamnophilidae.